# Kys mor, skat!
Kys mor, skat! er en dansk ungdomsfilm fra 1990, der er instrueret af Carsten Sønder efter eget manuskript.

## Handling
En dramatisk fortælling om en mor og hendes søn. Moderen er taxachauffør og vil leve sit eget liv, hvorfor sønnen det meste af tiden er overladt til sig selv. Drengen lider under moderens ubændige søgen efter kærlighed. Han pjækker fra skolen, bliver involveret i biltyverier og opholder sig i BZ-miljøer. Filmen ender tragisk med sønnens voldsomme død under en biljagt.